# Belägringen av Stockholm
Belägringen av Stockholm var en belägring under Gustav Vasas befrielsekrig då Gustav Vasas här belägrade och intog Stockholm, vilken hölls av en dansk här.

## Bakgrund
I inledningen av befrielsekriget blev Gustav Vasa i Mora utnämnd till "hövitsman över Dalarna och meniga Sveriges rike". Han marscherade därefter till Falun, vilket erövrades efter slaget om Falun. Han fick sedan Gästrikland att ansluta till upproret, inklusive staden Gävle. En dansk här sändes nu norrut för att slå ner upproret, men blev dock besegrad i slaget vid Brunnbäcks färja. Efter det marscherade Gustav Vasa till Västerås, vilket med undantag för slottet togs efter slaget om Västerås. Flertalet landsdelar anslöt nu till upproret och man möte snart igen framgång i slaget om Uppsala. När Gustav Vasas här marscherade från Västerås till Uppsala mötte han en mindre motgång i slaget vid Läby vad, men offensiven söderut mot Stockholm kunde trots allt snart inledas.

## Belägringen
Den 24 juni 1521, vid midsommar, framkom Gustav Vasas här till Stockholms utkant och slog läger vid Brunkeberg. Inledningsvis gick belägringen långsamt eftersom den svenska hären mestadels bestod av bönder och eftersom avsaknaden av en flotta resulterade i att Stockholm inte kunde blockeras från havet. Efter ett utfall från staden retirerade svenska hären till Rotebro och blev kort därefter besegrad av den framstående danska härföraren Staffan Henriksson.
I oktober 1521 kunde belägringen fortgå med ny styrka. Lägret som förut låg vid Rotebro framflyttades till Järva medan två läger anlades vid Lovön och Sätra. Efter att flertalet andra belägringar avslutats kunde de härarna som varit förlagda där förstärka Gustav Vasa vid Stockholm.
I april 1522 möttes man av en stor motgång då flertalet danska transportfartyg under befäl av Henrik Gjö tillsammans med örlogsfartyg under befäl av Søren Norby kunde överlämna livsmedel till staden. Med dessa viktiga förutsättningar kunde flera utfall genomföras vilket ledde till att Gustav Vasa fick retirera igen.
Snart kunde dock en överenskommelse med Lübeck nås, efter vilket 10 örlogsfartyg under Friedrich Bruun sändes till Gustav Vasa med flertalet viktiga förstärkningar bestående av tyska ryttare och knektar. Efter att dessa anlänt till Stockholm kunde de flesta bönderna återvända hem. Nu kunde Stockholm helt inneslutas från land. Lägret vid Lövon flyttades till nuvarande Kungsholmen, lägret vid Sätra flyttades till Södermalm och lägret vid Järva flyttades också söderut. Dessutom blev flottbroar lagda mellan de olika lägren och en skans sattes vid nuvarande Djurgården. I oktober 1522 ankom även 8 fler Lübska örlogsfartyg vilket helt skar av Stockholm från havet. Søren Norby försökte tränga igenom belägringen ifrån havssidan i november men blev driven tillbaka i sjöslaget vid Stockholm. Stockholms fall blev då endast en tidsfråga, men de belägrade höll sig ändå kvar en tid medan underhandlingar genomfördes. Efter att Kristian II blivit avsatt i Danmark och Gustav Vasa blivit utsedd till Sveriges kung under mötet i Strängnäs gav sig staden den 17 juni. En vecka senare intågade den segrande Gustav Vasa i staden.